# Cleora hemipyrsa
Cleora hemipyrsa är en fjärilsart som beskrevs av Fletcher 1953. Cleora hemipyrsa ingår i släktet Cleora och familjen mätare. Inga underarter finns listade i Catalogue of Life.